# Реакция Радзишевского
Реакция Радзишевского — реакция получения амидов карбоновых кислот при взаимодействии нитрилов с пероксидом водорода в щелочной среде. Реакция открыта в 1885 г. польским химиком Брониславом Радзишевским.
Реакция протекает по общему уравнению
{\displaystyle {\mathsf {RCN+2H_{2}O_{2}\ {\xrightarrow {}}\ RC(O)NH_{2}+O_{2}+H_{2}O}}}

## Условия проведения реакции
Реакцию проводят в водном растворе метанола или этанола при температуре 40-70 oC, концентрация пероксида водорода 3-6 %, щёлочи — 1-20 %. Реакция является экзотермической.
Для менее реакционноспособных нитрилов необходимо увеличить концентрацию пероксида водорода до 10-30 %.
Ароматические амиды образуются с выходом 80-90 %, алифатические 40-60 %.

## Механизм реакции
Реакция Радзишевского протекает по механизму нуклеофильной атаки молекулы нитрила ионом гидропероксида HOO- с образованием неустойчивого интермедиата. Далее этот интермедиат восстанавливается второй молекулой пероксида водорода с образованием молекулы кислорода в возбуждённом состоянии.
Электроноакцепторные заместители R (-NO2, -SO3H и др.) ускоряют протекание реакции, электронодонорные (-CH3 и др.) — замедляют.
Реакция часто сопровождается хемилюминесценцией при излучательном переходе молекулы кислорода из синглетного состояния в триплетное.
Параллельно может протекать реакция окисления пероксидом водорода функциональных групп, входящие в состав нитрилов:

## Применение
Реакция используется для синтеза амидов карбоновых кислот и эпоксисоединений.